# Klasifikacija plemena američkih Indijanaca: Carib-Lutuami
Klasifikacija plemena američkih Indijanaca: Aconipa-Caraja
Klasifikacija plemena američkih Indijanaca: Carib-Lutuami
Klasifikacija plemena američkih Indijanaca: Machacali-Salinan
Klasifikacija plemena američkih Indijanaca: Salish-Zuñi

## Cariban
Antili; Južna Amerika. →Phylum Ge-Pano-Carib, →Velika porodica Macro-Cariban.
- Akawai (Acawai), Gvajana; Venezuela, Bolívar 
  - Seregong
- Akuriyó (Acuria), Brazil, Para; Gvajana; Surinam.
- Apalaí (Aparai), Brazil, Para, Amapa.
- Apalaquiri (Kalapálo, Calapalo, Kalapalu),Brazil, Mato Grosso.
- Ápama
- Apiaca, Brazil
- Aracajú (Arakajú), Brazil, Para
- Arara, Brazil
- Arbi, Kolumbija,
- Arecuna, Venezuela,
- Arikêna
- Arinagoto, Venezuela,
- Atroahy (Waimiri Atroari, Kinã), Brazil, Amazonas, Roraima.
- Azumara, Brazil.
- Bacairi (Bakairi), Brazil, Mato Grosso.
- Barama River Karibi
- Bonarí (Boanari), Brazil, Amazonas.
- Bubure, Venezuela.
- Buga, Kolumbija,
- Burede, Venezuela.
- Buritica
- Caicuchana, Kolumbija,
- Calamari, Kolumbija,
- Calinya, Surinam,
- Camaniba, Kolumbija,
- Camaracoto, Venezuela,
- Caracas
- Carare, Kolumbija. Glavna plemena su: 
  - Colima: Departman Cundinamarca, Kolumbija. Plemena: Murca (Amurca), Parriparri, Caparrapí, Marpapí, Curopa.
  - Naura: Nauracoto, Kolumbija,
  - Muzo:Departman Cundinamarca, Kolumbija. Plemena: Babures, Notepi, Chaquipa, Suratena (Furatena).
- Carate, Kolumbija,
- Carex, Kolumbija,
- Cari, Kolumbija,
- Carib, Antili,
- Caribice, Gvajana,
- Carif (Garifuna, Crni Karibi, Black Caribs), Honduras, Belize.
- Carijona, Kolumbija.
- Carinepagato, Trinidad.
- Catauian (Katawian), Brazil, Para.
- Cenufana, Kolumbija,
- Chacopata, Venezuela
- Chanco, Kolumbija,
- Chaque (Chaké), Venezuela.  U Yukpa.
- Chayma, Venezuela, Monagas, Sucre
- Chiquena (Sikiana, Chikena, Tchikôyána), Brazil, Para.
- Cima, Kolumbija,
- Ciparicotos,
- Coanao, Venezuela; Kolumbija?,
- Core, Venezuela
- Cuaga, Venezuela.
- Cumanagoto, Venezuela, Anzoátegui, Monagas, Sucre.
- Cumayena, Surinam.
- Cuneguara,  Venezuela
- Curasicana,  Venezuela
- Dabeibe,  Venezuela, Kolumbija,
- Diau, Venezuela, Gvajana.
- Eparagois
- Etagl, Brazil
- Evejico,  Kolumbija,
- Galibi, Francuska Gvajana.
  - Galibi Marworno
  - Galibi do Oiapoque
- Gorron, Kolumbija,
- Guagua, Kolumbija.
- Guaque, Venezuela Kolumbija,
- Guazuzu,  Kolumbija,
- Hianacoto, Kolumbija.
- Hixkaryána
- Ingarico, Gvajana.
- Ingarüne
- Japrería, Zulia, Venezuela
- Jaruma (Yarumá, Arumá, Iarumá), Brazil, Mato Grosso, na río Tanguro, pritok Kuluene.
- Jauaperi (Yauaperá, Yauaperí, Krixaná-Uassahi), Brazil, Amazonas, Roraima.
- Karafawyana
- Karaháuyána
- Kariña, Anzoátegui, Bolívar, Monagas, Sucre, Venezuela; Gvajana
- Kaxuyana
- Kesérumã
- Kuikuru (Kuikuro, Cuicuro), Brazil, Mato Grosso
- Kuikutl (Guikurú), Brazil, Mato Grosso
- Macoa, Venezuela, na río Macoa, u Yukpa.
- Macussi (Makuxi, Macushi) Gvajana; Brazil, Roraima.
- Mahotoyana, Kolumbija.
- Maipuridjana
- Maitsi, Venezuela
- Mape, Venezuela, svrstavaju ih i u porodicu Chibchan.
- Mapoye (Mapoyo, Wanai), Venezuela, Bolívar, Amazonas.
- Maquiritare, Venezuela; Brazil
  - Cunuana,
  - Decuana,
  - Ihuruana, Venezuela
  - Yecuana, Bolívar i Amazonas, Venezuela, na rijekama Paragua, Caura, i Erebato
- Mariape, Brazil
- Mariches
- Matipu
- Mompox, Colombia
- Monoico, Gvajana.
- Mutuan; Brazil, Amazonas.
- Nahucua (Nahukwá, Nafuqua, Anaukuá), Brazil, Mato Grosso.
- Naravute (Naruvoto), Brazil, Mato Grosso.
- Opones, Kolumbija,
- Oyana (Oiana, Wayana), Brazil, Amazonas, Para; Surinam; Francuska Gvajana.
- Pacabueye, Kolumbija,
- Palenque, Venezuela
- Palmela (Palmellas), Brazil, Rondonia.
- Panche, Departman Cundinamarca, Kolumbija. Glavna Panche plemena su: 
  - Anapuima
  - Bocamene
  - Calandayma
  - Chapaima
  - Conchima
  - Gualí:
    - Abea (Avea, Anea)
    - Cimara
    - Guasquía (Guascuyá)
    - Herbé
    - Hondama (Ondama)
    - Juldama
    - Niquiatepa
    - Pomporca (Pompoma)
    - Poro
    - Sitirque (Ciririqua)
    - Totoz (Totor)
    - Ujiate (Uxiate)
    - Umatepa (Uniatepa)
    - Unicoa (Uniqua)

  - Calaima
  - Calamoima
  - Combaima
  - Doyma
  - Guacán
  - Guataquí
  - Honda
  - Ibagué
  - Iqueima
  - Lachimi
  - Lumbí
  - Lutaima
  - Marquitón (Mariquitán, Mariquitón)
  - Mataima
  - Onime
  - Orita
  - Panchigua
  - Síquima
  - Tocaima
  - Xáquima
- Pantágoro (Patangoro),Departman Caldas, Kolumbija. Plemena:
  - Guagua,
  - Guamoco,
  - Nutabe  (Nutaba),
  - Samaná (Camana),
  - Tamaná,
  - Yamecí,
  - Tahamí  (Tagamí).
- Paravilhana (Paraviâna,  Paviana), Brazil, Roraima.
- Paria, Venezuela
- Pariagoto, Venezuela
- Pariri,  Venezuela; Brazil, Para, Roraima
- Pariri-Arara,  Brazil, Amazonas.
- Patagón  Departman Cajamarca, Peru,
- Patamona, Gvajana.
- Pauchi (Pauxí), Brazil; Mato Grosso
- Pauxiâna (Pauixana), Brazil, Roraima, Amazonas.
- Pemeno, Venezuela.
- Pemeo, Kolumbija,
- Pemon
- Pianocoto (Pianokotó, Rãgú), Gvajana; Brazil, Para.
- Pijao, Kolumbija, svrstavaju ih i u porodicu Chibchan. Plemena:
  - Ambeima
  - Amoyá
  - Anaitoma
  - Atayma (Otaima)
  - Aype
  - Behuní
  - Bulira
  - Cacataima
  - Coyaima
  - Cunday
  - Cutiva (Cutiba)
  - Doa
  - Guarro
  - Hamay
  - Irico
  - Lucira
  - Mayto (Maito, Marto)
  - Mola
  - Natagaima
  - Ombecho
  - Palomas
  - Pana (Pamao)
  - Poina (Yaporoge)
  - Putima
  - Quindio
  - Sumapaz
  - Sutagao
  - Tonuro
  - Tuamo
  - Tumbo
  - Zearco
- Pimenteira. Brazil, Pernambuco, Piaui.
- Piriutiti
- Piritu, Venezuela
- Pirixiyana
- Puricoto (Purukotó, Porokotó, Procotos), Brazil, Roraima.
- Quenoloco, Brazil; Gvajana.
- Quimbaya, Kolumbija,
- Quindío, Kolumbija,
- Quiriquire, Venezuela.
- Riama, Kolumbija
- Rucuyen (Roucouyenne), Francuska Gvajana; Brazil? Ogranak Oyana (Wayána).
- Salumá
- Sapará (Saparás), Brazil, Roraima
- Tabuya, Kolumbija,
- Tagare, Venezuela
- Tahamies, Kolumbija,
- Taparito, Venezuela
- Taurepan (Taulipang), Venezuela, Brazil, Roraima.
- Teques
- Teweyá (Teueia), Brazil, Roraima
- Timirém (Timirim), Brazil, Para.
- Tivericoto, Venezuela.
- Tolu, Kolumbija.
- Toto, Venezuela
- Totomaco, Venezuela
- Trio (Tiriyó, Tirió), Surinam; Brazil, Para.
- Tsahatsaha, Kolumbija
- Tucuco, Venezuela, río Tucuco
- Tunayana
- Turbaco, Kolumbija,
- Txikão
- Urabaes, Kolumbija,
- Uaica (Waica), Venezuela, Gvajana.
- Uaimiri (Waimiri), Brazil, Amazonas, Roraima.
- Uaiquiare, Venezuela
- Uaiumare (Wayumará), Brazil, Roraima
- Upurui, Surinam.
- Urucuena (Urukuiâna), Brazil, ogranak Oyana.
- Wai-Wai (Uaiuai, Waiwái, Woyawai) Brazil, Amazonas, Para, Roraima; Gvajana.
- Xereu
- Xiparicot, Venezuela
- Yabarana, Venezuela, Amazonas.
- Yacaoyana, Kolumbija.
- Yao, Mali Antili.
- Yapel, Kolumbija,
- Yarigui, Kolumbija. Plemena: 
  - Araya,
  - Chiracota,
  - Guamaca,
  - Tholomeo,
  - Topocoro,
  - Topoyo.
- Yukpa (Yupa, Motilón), 7 pod-plemena. Zulia, na Sierra de Perijá, Venezuela; Kolumbija, departman Cesar
  - Carate (Karate, Barí, Motilón).
  - Yukpa (Yucpa, Yuko)
    - Irapa, u valle del Tukuko
    - Macoíta, na río Apón
    - Parirí, na río Yasa
    - Rionegrino, na rio Negro ili Atapshi
      - Manastara

    - Shaparu, u dolini río Shaparu
    - Wasama, río Yasa,
    - Viakshi, svega 9 osoba, na río Santa Rosa ili Keshashamu
- Zapara, Venezuela.
- Zendagua, Kolumbija,
- Zopia, Kolumbija

## Caririan
Brazil. →Equatorial.
- Kamarú-Kariri (Camuru], Kamurú-Karirí) Bahia.
- Cariri (Cariry, Cariri, Abacatiára), Bahia, Ceara, Piaui,
- Dzubukua, Pernambuco.
- Kariri-Xocó
- Kipeá (Kiriri) Bahia.
- Kipéa-Karirí,  Paraiba.
- Sapuya (Sabuja), Bahia.
  - Sapuiá da Pedra Branca

## Catacaoan
Peru. → Andean
- Catacao
- Colan

## Catembri
Brazil.
- Catembri (Katrimbi, Katembri), Bahia.

## Catuquinean
Brazil, po državama Amazonas i Acre. → Macro-Tucanoan
- Amena-Diapá (Amenadiapa, Amena-dyapá, Amena-Dy). Amazonas i Acre, Brazil.
- Ben-Diapá (Bendiapa, Bendiapá, Bendyapá), Amazonas, Brazil.
- Burué, Amazonas, Rondônia, Brazil.
- Kadiú-Diapá (Cadiudiapa, Kadyu-Dy, Kadyu-dyapá), Amazonas, Brazil.
- Kadekili-Diapá (Caduquilidiapa, Kadekili-dyapá), Amazonas, Brazil
- Canadiapa,
- Kanamari (Canamari, Canamary; Wiri-diapá ?), Amazonas, na rijekama Jurua, Jutai, Itaquai.
- Katawishi (Catauichi, Katawixi), Amazonas, Brazil.
- Katukina do Jutaí (Catuquina) Acre, Brazil.
- Kutiá-diapá (Cutiadiapa, Kutía-dyapá, Kutiádiapá), Amazonas, Brazil. Ogranak Katukina.
- Hon-Diapá (Hondiapa, Hon-dyapá, Hon-Dy), Amazonas, Brazil
- Marö-Diapá (Marodiapa, Marö-Dyapa), Amazonas, Brazil
- Parawa (Paraua), Amazonas, Brazil
- Pidadiapa (Pidá-diapá, Pidá-Djapá, Pidá-Düapá),  Katukina vlastiti.
- Tawarí, Tauaré, Tauare),Amazonas, Acre, Brazil.
- Wadyo-parani-dyapá (Uadioparanindiapa, Uadyo-Paranin-dyapá), Amazonas, Brazil
- Wiri-Diapá (Uiridiapa, Wiri-Dy), Greenberg i Mcquown ih razlikuju od grupe Kanamari, možda su identični.
- Ururu-dyapá  (Ururudiapa, Ururu-Dy, Ururu-Düapa), Amazonas,  Brazil.

## Cayuvava
Bolivija. → Equatorial
- Cayuvava (Cayubaba).

## Chamicura
Peru, →Macro-Arawakan
- Chamicura (Chamicuro).

## Chapacuran
Bolivija; Brazil. → Equatorial, → Macro-Arawakan
- Abitana-Waninân (Abitana-Huanyam, Abitâna-Wanyam, Huanham,Huanian, Huanyam)
- Chapacura, Bolivija,
- Cujuna (Kujuna), Brazil, Rondônia,
- Cumaná (Kumaná), Brazil,Rondônia,
- Cutiana, Brazil,
- Herisabocono, Bolivija
- Itoreauhip, Bolivija
- Jamara, Brazil
- Jaru, Brazil, Rondônia,
- Kabixi (Cabichi), Brazil,
- Matáwa (Mataua), Brazil, Rondônia,
- More, Bolivija
- Napeca, Bolivija
- Ocorono, Bolivija
- Pakaanova (Pacaás Novos), Brazil, Rondônia, Pará.
- Quitemoca, Bolivija
- Sansimoniano, Bolivija
- Torá(Turá), Brazil, Amazonas
- Urumí, Brazil, Rondônia
- Urunamacan, Brazil, Rondônia.
- Urupá (Gurupá, Arupá), Brazil, Rondônia, Pará.
- Wanüân (Wanyám, Pawumwa), Brazil, Rondônia.

## Charruan
Urugvaj. →Phylum Ge-Pano-Carib, →Velika porodica Macro-Panoan.
- Bohane.
- Chana. Urugvaj.
- Charrua.
- Güenoa, Urugvaj
- Minuane. Argentina, Urugvaj
- Yaro.

## Chibchan
Kolumbija; Ekvador; Panama. →Vewlika porodica Macro-Chibchan
- Aburraes
- Agataes
- Arhuaco
  - Atanque (Kankuamo)
  - Buntigwa (Bintucua, Bintuqua)
  - Cagaba (Kággaba, Köggaba, Kogi;  u značenju ("jaguar"))
  - Guamaca
  - Ika (Ica; jezik se zove ikan)
  - Sanha
- Betoi
  - Anabalí,
  - Atabaca,
  - Ele,
  - Jabué,
  - Kilifay,
  - Lolaca,
  - Luculía
  - Situfa
- Chibcha (Muisca)
- Dorasque
  - Burica
  - Changuena
  - Dorasque
- Guaymí
  - Doleguas
  - Move (Movere)
  - Muite
  - Muoi
  - Murire (Buglere, Bocotá de Chiriquí, Guaymí Sabanero)
  - Penomeño
  - Urraca
  - Valiente
- Chaliva (?)→Dorasque-Guaymi.
- Chiru (?)→Dorasque-Guaymi.
- Duy /srodni s Dorasque →Dorasque-Guaymi/
- Escoria (?) →Dorasque-Guaymi.
- Nata  →Dorasque-Guaymi.
- Duit
- Motilón /Bari, Dobocubi/; Venezuela, Colombia.
- Pijao
- Rama
  - Catapa
  - Cocora
  - Corobisi
  - Gotane
  - Guatuso (Maléku)
  - Melchora
  - Patica
  - Pocora
  - Rama
  - Tice
  - Turrin
  - Voto
  - Xurru
- Tunebo (U'wa)
  - Bontocas
  - Chitareros †
  - Cobarías
  - Cubugón †
  - Cusiana †
  - Manare †
  - Margua †
  - Pauto †
  - Pedraza (Bethuwa)
  - Sinsigas †
  - Tegría (Tegrias, Tagrinuwa) †
  - Tocaría †
  - Unkasias

## Chimakuan
SAD, Washington.
- Chimakum,
- Hoh,
- Quileute.

## Chimarikan
SAD, California. →Velika porodica Hokan
- Chimariko,
- Chimalakwe (?). Vidi Tsnungwe

## Chimmesyan
Kanada, British Columbia; SAD, Alaska. →Velika porodica Penutian
- Gitksan,
- Niska,
- Tsimshian.

## Chinantecan
Meksiko. →Velika porodica Oto-Manguean.
- Chinantec
  - Hume

## Chinookan
SAD, Oregon, Washington. →Velika porodica Penutian
- Cathlamet,
- Cathlapotle,
- Chilluckittequaw, 
  - Smackshop.
- Chinook,
- Clackamas (Klackamus),
- Clatsop,
- Clowwewalla,
- Multnomah, 
  - Nemalquinner
- Skilloot, Ogranci: Hullooetell, Seamysty, Thlakalama, Tlakatlala
- Wahkiakum,
- Wasco,
- Watlala (Dog River, Cascade),
- Wishram.

## Chiquitoan
Bolivija. →Phylum Ge-Pano-Carib, →Velika porodica Macro-Ge.
- Chiquito (Chiquitano), Santa Cruz.
- Churapa, Santa Cruz.
- Manasi

## Chirianan(Yanomami)
Venezuela, Brazil. →Velika porodica Macro-Chibchan
- Chiriana (Shirianá) (Brazil),
- Guadema
- Guaharibo (Brazil, Venezuela),
- Karime (Carime)
- Okomatadi Brazil
- Waiká (Uaica, Waica)
- Yanomami Brazil, Venezuela

## Chirino(Cherino)
Ekvador
- Chirino.

## Chitimachan
SAD, Louisiana. →Velika porodica Macro-Algonquian
- Chawasha,
- Chitimacha,
- Washa,
- Yagenechito.

## Chocoan
Kolumbija, Panama. Ova plemena često se uključuju u Veliku porodicu Cariban, ili u →Veliku porodicu Macro-Chibchan (?)
- Choco
  - Funucuna, Kolumbija,
  - Paparos, Panama,
  - Runa
- Catio (Katio, Katío):
  - Anserma,
  - Araque,
  - Arma,
  - Buriticá,
  - Caramanta,
  - Cararita,
  - Carrapa,
  - Cartama,
  - Ceracuna,
  - Corome,
  - Cuisco,
  - Guaca,
  - Guari,
  - Ibéxico,
  - Ituango,
  - Nitana,
  - Nori,
  - Norisco,
  - Penko,
  - Pequi,
  - Pevere,
  - Picara,
  - Paucura,
  - Pozo,
  - Pubio,
  - Teko,
  - Tuin.
- Empera,
  - Nonama (Noanama, Waunana)
  - Saija
  - Tado

## Cholonan
Peru. → Andean
- Cholóna,
- Hibito (Xibito)

## Chon
Argentina. → Andean
- Tehuelche
  - Inaquen,
  - Payniquen,
  - Poya,
  - Tehuesh (Teuex)
- Ona
  - Onakojuká
  - Ona-Šelk'nám
- Haush

## Chumashan
SAD, California. →Velika porodica Hokan
- Chumash
  - Barbareño,
  - Cuyama,
  - Emigdiano,
  - Obispeño,
  - Purismeño,
  - Ventureño,
  - Ynezeño.

## Coahuiltecan
Meksiko, Coahuila, Tamaulipas, Nuevo Leon; SAD, Texas. →Velika porodica Hokan
- Coahuiltec. Bande i plemena -Swanton:

Aguastaya.
Alasapa.
Andacamino.
Annas.
Apayxam.
Aranama (vidi gore).
Asan.
Atajal.
Atastagonies.
Borrados.
Cabia.
Cacafes.
Cachopostales.
Camai.
Cantunas.
Casas Chiquitas.
Casastles.
Chaguantapam.
Chagustapa.
Chapamaco.
Chemoco.
Choyapin (možda Tonkawan).
Chuapas.
Cimataguo.
Cluetau.
Cocomeioje.
Cupdan.
Escaba.
Espopolames.
Gabilan.
Geier.
Guanipas.
Gueiquesales.
Guerjuatida.
Guisole.
Haeser.
Hape.
Harames.
Heniocane.
Hiabu.
Hihames.
Huacacasa.
Huanes.
Hume.
Juamaca.
Jueinzum.
Juncatas.
Junced.
Macapao.
Macocoma.
Mallopeme.
Mamuqui.
Manam.
Manico.
Manos Colorados.
Manos de Perro.
Manos Prietas.
Maquems.
Maraquite.
Matucar.
Matuime.
Maubedan.
Mauyga.
Mazape.
Menenquen.
Mescale.
Mesquite.
Milijae.
Morbana.
Muruam (možda Tonkawan).
Narices.
Natao.
Nazas.
Necpacha.
Nigco (možda Sinicu).
Nonapho (možda Tonkawan).
Obozi (?).
Ocana.
Odoesmade.
Ohaguame.
Orejone.
Oydican.
Paac.
Paachiqui.
Pabor.
Pacaruja (Uhde, 1861).
Pachal.
Pachalaque.
Pachaloco.
Pachaquen.
Pachaug.
Pacpul.
Pacuaches.
Pacuachiam.
Paguan.
Paguanan.
Pajalat.
Pajarito.
Pakawa.
Pamaque.
Pamaya.
Pamorano.
Pampopa.
Papanac.
Paquache.
Parantone.
Parchaque.
Parchina.
Pasalve.
Pasnacane.
Pasqual.
Pastaloca.
Pastancoya.
Pasteal.
Patague.
Patan.
Patanium.
Pataquilla (možda Karankawan).
Patou.
Patzau.
Pauganes.
Pausaqui.
Pausay.
Payaya.
Payuguan.
Peana.
Pelone.
Pescado (?).
Piedras Blancas.
Piquique.
Pinanaca.
Piniquu.
Pintos.
Pita.
Pitahay.
Pomuluma.
Prietos.
Psaupsau.
Pulacuam (možda Tonkawan).
Putaay.
Quanataguo.
Quems.
Quepanos.
Quesal.
Quide (?).
Quioborique (?).
Quisaba (?).
Quitacas.
Quivi (?).
Salapaque (?).
Salinas (?).
Samampac.
Sampanal.
Sanipao.
Saracuam (?).
Secmoco.
Semonan (?).
Senisos.
Siaguan.
Siansi.
Sijame (možda Tonkawan).
Sillanguayas.
Simaomo (možda Tonkawan).
Sinicu.
Siupam.
Sonaque.
Sonayan.
Suahuache (?).
Suanas.
Sulujame.
Tacame.
Taimamares.
Tamcan (?).
Tamique (?).
Tanpacuaze.
Tarequano.
Teana.
Tecahuiste.
Tejones.
Teneinamar.
Tenicapeme.
Tepachuache.
Tepemaca.
Terocodame.
Tet.
Tetanauoica.
Tetecores.
Tetzino (možda Tonkawan).
Tilijaes.
Tinapihuayas.
Tiopane (možda Karankawan).
Tiopine.
Tishim. (možda Tonkawan).
Tocas.
Tonzaumacagua.
Tripas Blancas.
Tuancas.
Tumamar.
Tumpzi.
Tusanes.
Tusonid.
Tuteneiboica.
Unojita (?).
Uracha.
Utaca (?).
Venado.
Vende Flechas.
Viayan.
Viddaquimamar.
Xarame.
Xiabu.
Yacdossa.
Ybdacax.
Yman.
Ymic.
Yorica.
Ysbupue.
Yurguimes.
Zorquan;
Abau.
Alasapa.
Andacamino.
Apatin.
Clancluiguyguen.
Concuguyapem.
Gumpusa.
- Aranama
  - Tamique
  - Vende Flechas
- Venado
- Xeripam

S rezervom
- Solano (Terocadame, Terocodame). Coahuila

## Cofán
Kolumbija, Ekvador. → Equatorial
- Cofán.

## Comecrudan
SAD; Meksiko. →Velika porodica Hokan
- Carrizo
  - Carrizos de Mamulique, Nuevo Leon
  - Pajaseque,
  - Pinto,
  - Tejón,
  - Tusane,
  - Yemé (Ymic ?),
  - Yué (Cotoname ?)
- Comecrudo, Tamaulipas, Texas.
  - Atanguaypacam (Garza ?)
  - Mulato
  - Perpepug
  - Sepinpacam
  - Garza, Tamaulipas; Teksas.
- Cotoname (Carrizo de Camargo)

## Copallén
Ekvador
- Copallén

## Copehan
SAD, California. →Velika porodica Penutian
Tribeleti (plemenca):Suisun, Tolenas.
- Nomlaki,
  - Paskenta
- Patwin
  - Hill Patwin,
  - River Patwin,
- Wintu.

## Coran(Corachol)
Meksiko. →Velika porodica Aztec-Tanoan, →porodica Juto-Asteci, ogranak Sonoran
- Cora
  - Ateacari,
  - Coano,
  - Huaynamota,
  - Zayahueco,
- Guachichil,
- Huichol,
- Tecual
- Totorame

## Costanoan
SAD, California. →Velika porodica Penutian
- Costanoan (Costaños, Ohlone). od 8 glavnih plemenskih grupa:
  - Monterey (Rumsen), jezik nestao 1940.
  - San Francisco (Ramaytush), 1,400 (1770), jezik nestao 1820.
  - San Juan Bautista (Mutsun), jezik nestao 1940.
  - San Pablo (Karkin), jezik nestao 1850.
  - Santa Clara (Tamyen),
  - Santa Cruz (Awaswas), jezik nestao 1880.
  - Soledad (Chalon)). 2,000 (1770). Jezik nestao 1920.
  - Chochenyo (Chocheño), okrug Alameda.

## Cuitlatec
Meksiko. Izolirani ili →Velika porodica Macro-Chibchan (?)
- Cuitlatec.

## Culli
Peru. →Velika porodica Andean.
- Culli (Kulyi), Huaylas, Peru.
- Huamachuco

## Cunan
Panama; Kolumbija. →Velika porodica Macro-Chibchan, →porodica Chibchan
- Caimanes
- Chucunaque
- Coiba
- Cueva (Panama),
- Cuna,
- Mandinga Indijanci
- San Blas Indijanci

## Diaguitan
Argentina.
- Abaucanes,
- Acalianes,
- Aconquijas,
- Alijilanes
- Andalgalás,
- Apatamas
- Autigastas
- Belichas,
- Calchaquí. Provincije: Salta, Catamarca i Tucumán.
- Capayanes
- Choyanos,
- Colpeños (Colrenos),
- Colpes,
- Culampajaos,
- Collagastas
- Conetas,
- Copayapu, Copiapo
- Diaguita,
- Famaifiles,
- Fiambalaos
- Hualfines,
- Huasanes,
- Huaschaschis (Huachaschis),
- Huatungastas,
- Huaycamas,
- Ingamanas (Incamanas, Encamanas),
- Mallis,
- Mayupucas (Mayurucas),
- Motimogastas
- Mutquines,
- Ovantas
- Palcipas (Paccipas),
- Paquilingastas
- Pituiles,
- Polcos
- Pomanes,
- Pomangastas
- Quilmes
- Sahuiles (Saujiles)
- Sijanes,
- Sitguagastas, (El Hueco).
- Tolombones,
- Tucumangastas (Tucumanahos),
- Yocaviles,
- Yocongastas

## Erikbaktsá
Brazil. →Phylum Ge-Pano-Carib, →Velika porodica Macro-Ge.
- Erikbaktsá (Rikbaktsa, Canoeiro, Erigpaktsa), Mato Grosso.

## Esmeralda
Ekvador. → Equatorial
- Atacame (Tacame, Takame)
- Esmeralda.

## Esselenian
SAD, California. →Velika porodica Hokan
- Esselen.

## Eyak
SAD, Alaska. Velika porodica Na-Déné
- Eyak. Delta rijeke Copper.

## Fulnio
Brazil. →Phylum Ge-Pano-Carib, →Velika porodica Macro-Ge.
- Fulnio (Fulni-ô, Karnijó de Águas, Yatê, Karnijó), Pernambuco.

## Gamelas
Brazil.
- Gamelas (Gamellas), Maranhao.

## Gé(Je)
Brazil. →phylum Ge-Pano-Carib, →Velika porodica Macro-Ge, porodica Ge-Caingangan.
- Jeico (Jaico)
- Kayapo (Caiapó)Mato Grosso, Pará, Minas Gerais, Goias, Sao Paulo

- Kayapó do Norte
  - A’Ukre
  - Caraho (Karaho)
  - Gorotíre (Gorotiri) Para.
  - Ira-Amaire
  - Kararaô (Kararaho), Para.
  - Kayamo
  - Kikretum
  - Kokraimôro, Para
  - Kradaú (Cradaho, Gradahó, Gradahi, Gradaú), Goias.
  - Kreen-Akarôre (Panará, Krenakarore, Índios Gigantes), Mato Grosso, Para.
  - Kubenkrangnotí (Kube-kran-noti, Kuben-kragnotire), Para
  - Kubenkrankégn (Kubenkranken), Para.
  - Mekubengokra
  - Menkrangnoti (Mekragnotí, Mekranotire), Para.
  - Pau d'Arco Indijanci
  - Suyá (Suiá), Mato Grosso.
    - Suya
    - Tapanhuna (Beiços de Pau; Drvene Usne))
      - Krúatire.

  - Txukahamãe (Txucurramãe, Txukahamai, Mentuktire, Xukahamães, Schukaramai, Metuktire), Mato Grosso.
  - Xikrin (Ushicring, Xikrin do Bacajá, Xicrin do Cateté, Chicrim), Para.
- Caiapós do Sul

Timbira
- a)Sjeverni
- Apinayé
- b)Istočni
- Crenje (Crenyé)
- Gurupy (Timbira de Araparytiva)
- Nucoecamecran
- Canela
  - Apanyekra (Aponegicran)
  - Kencateye (Quencatage)
  - Ramkokamekran (Capiecran)
- Caracatage (Carateye)
- Craho (Krao)
- Macamecran
- Crepumcateye (Creapimcatage)
- Crenge de Cajuapara
- Cricati (Cricateye, Cricatage)
- Gavioes
- Norocoage (Nyurukwayé)
- Porecamecra (Purecamecran).
  - Piocobge
- Chacamecra (Sacamecran)
- Kukóekamekra
- Timbira de Araparytíva
- Središnji Ge

Akwe
- Xavante
- Xerente
- Xikriaba (Xakriaba).

Acroa
- Acroa (Akroá)
- Guegue (Gege, Gogue))

## Gorgotoqui
Bolivija
- Gorgotoqui.

## Goyatacan
- Goyataca
  - Goitacá-Mopi,
  - Goitacá-Jacorito,
  - Goitacá-Guassu (Goitacá-Guaçu),
  - Goitacá-Mirim.

## Guahiban
Venezuela, Kolumbija. → Equatorial.
- Chiricoa,
- Churoya,
- Guahíbo (Guajibo, Jivi), rijeka Apure, Venezuela i Arauca, Kolumbija; 25,000,
- Guayavero (Guayabero), rijeka Meta, Kolumbija, 1.000 osoba.
- Kuiva (Cuiba, Cuiva). Rijeke Vichada i Arauca, Kolumbija, i Apure, Venezuela, 2.000 osoba.

## Guamo
Venezuela
- Guamo

## Guarauan
Venezuela. →Velika porodica Macro-Chibchan.
- Chaguan,
- Guaykeri
- Mariusa
- Warrau (Guarau). Monagas, Delta Amacuro, Sucre.

## Guatoan
Bolivia; Brazil. →Phylum Ge-Pano-Carib, →Velika porodica Macro-Ge.
- Guato, Mato Grosso, Mato Grosso do Sul.

## Guaycuran(Waicurian)
Meksiko, Baja California Sur. →Velika porodica Hokan (?)
- Aripa,
- Cora (Guaycuran),
- Didu,
- Edu,
- Ika,
- Monqui,
- Pericu,
- Uchiti,
- Waicuri.

## Guaycuruan(Guaicuruan)
Argentina; Brazil; Bolivija; Paragvaj. →Phylum Ge-Pano-Carib, →Velika porodica Macro-Panoan, →porodica Mataco-Guaycuruan
- Abipón, Argentina
  - Nakaigetergehè,
  - Riikahè,
  - Yaaukanigá
- Aguilot, Argentina
- Apacachodegodeguí (Apacachodegodegi), Paraguay, Brazil,
- Eyibogodegí (Edjéo, Ejibedogui, Epjibegodegí), Brazil, Mato grosso do Sul.
- Gotocogegodegí, Brazil.
- Guachí
- Guetiadegodi (Paraguay, Brazil),
- Gulgaissen, Argentina
- Lichagotegodi, Brazil.
- Magach, Argentina
- Mbayá (Guaycurú)
  - Caduveo (Cadiguegodí, Kadiwéu ), Brazil, Mayto Grosso do Sul. Potomci Mbayá.
- Mepene, Argentina
- Mocoví,  Argentina
- Payaguá (Bolivia, Paraguay), 
  - Sarigue (Paraguay),
- Pilagá, Argentina
- Toba (Paraguay, Argentina; Bolivia),

## Harakmbet
Peru
- Amarakaeri río Colorado, Madre de Dios, Pukiri, Wasorokwe i misija Shintuya y El Pilar.
  - Kareneri,
  - Kochimberi,
  - Küpondirideri,
  - Wakitaneri,
  - Wintaperi
  - Kisambaeri
- Huachipaeri río Keros
  - Arasairi, río Arasara.
  - Manuquiari,
  - Pukirieri (Puncuri)
  - Sapiteri, río Pukiri.
  - Tuyuneri (Toyeri), Madre de Dios.

## Huamói
Brazil
- Atikum (Huamói, Urumã) Bahia, Pernambuco.
- Pipipan.

## Huarian
Brazil
- Huari (Corumbiara)
- Aikaná (Masaca).

## Huarpean
Argentina. Klasificirani različito u phylum Ge-Pano-Carib (?), ili u  →Veliku porodicu Macro-Chibchan (?)
- Allentiac
- Millcayac
- Huarpes Puntanos
- Puelche de Cuyo.

## Huavean
Meksiko. Izolirani
- Huave

## Huitotoan
Kolumbija. →phylum Ge-Pano-Carib, →Velika porodica Macro-Cariban, porodica Bora-Huitotoan
- Andoquero,
- Coeruna
- Huitoto
- Nonuya,
- Ocaina
- Orejon.

## Humaguaka
- Humaguaka

## Irokezi
Kanada, Ontario; SAD.
- Ataronchronon,
- Cherokee,
- Coree,
- Erie,
- Honniasont,
- Huron
- Huron (Confederacy). Plemena: 
  - Arendahronon (Rock people),
  - Attignawantan (Bear People),
  - Attigneenongnahac (Cord people),
  - Tahontaenrat (Deer People).
- Iroquois (League) Plemena:
  - Cayuga,
  - Mohawk,
  - Oneida,
  - Onondaga,
  - Seneca
- Meherrin,
- Neusiok,
- Attiwandaronk, Neutral Nation
- Nottaway,
- Susquehannock,
- Tionontati Tobbaco Nation
- Tuscarora.
- Wenrohronon.

## Itonaman
Bolivija. →Velika porodica Macro-Chibchan.
- Itonama.

## Janambrian
Tamaulipas, Meksiko
- Janambre
- Pisone (?), Naola (Naolan) Tamaulipas: Jezik nestao sredinom 20. stoljeća. Područje planina Sierra Madre Oriental, blizu Tule.

## Jicaquean
Honduras. →Velika porodica Hokan
- Jicaque.

## Jirajaran
Venazuela. →Velika porodica Macro-Chibchan.
- Ayomán (Ayamán)
- Cuiba,
- Gayones,
- Jirajara,
- Xaguas

## Jivaroan
Ekvador, Peru. → Equatorial
- Achual
- Aguaruna
- Antipa
- Bolona
- Candoa,
- Huambisa
- Jívaro (Shuara)

Paltan
- Malacato
- Palta

## Kalapooian
SAD, Oregon. →Velika porodica Penutian
- Ahantchuyuk,
- Atfalati,
- Calapooya,
- Chelamela,
- Chepenafa,
- Luckiamute,
- Santiam,
- Yamel,
- Yoncalla.

## Kamsá(Mocoa)
Kolumbija. → Equatorial.
- Patoco
- Quillacinga
- Sebundoy

## Karankawan
SAD, Texas.
- Coapite,
- Coaque (Coco),
- Esquien,
- Estepisa,
- Karankawa,
- Kohani,
- Kopano.

## Keresan
SAD, New Mexico.
- Keres:
  - Western Keres: 
    - Acoma,
    - Laguna.

  - Eastern Keres: 
    - Cochiti,
    - San Felipe Indijanci,
    - Santa Ana Indijanci,
    - Santo Domingo Indijanci,
    - Zia (Sia).

## Kiowan
SAD, Prerije. →Velika porodica Aztec-Tanoan →ogranak Kiowa-Tanoan
- Kiowa. Oklahoma
  - Kaigwu
  - Kata
  - Kingep
  - Kogui
  - Kongtalyui
  - Kuato
  - Semat

## Kitunahan(Kutenai)
SAD; Kanada
- Kutenai (Kootenay, Kootenai)
  - Lower Kutenai,
  - Upper Kutenai.

## Koaia
Brazil
- Kwazá (Koaia, Coiá. Arara). Rondônia.

## Koluschan
SAD, Alaska.  Velika porodica Na-Déné
- Tlingit
- Auk,
- Chilkat,
- Henya,
- Huna,
- Hutsnuwu,
- Kake,
- Kuiu,
- Sanya,
- Sitka,
- Stikine,
- Sumdum,
- Taku,
- Tongass,
- Yakutat.

## Kukurá
Brazil. →phylum Ge-Pano-Carib, →Velika porodica Macro-Cariban.
- Kukurá (Cucura) Mato Grosso

## Kulanapan
SAD, California. →Velika porodica Hokan
- Pomo.

## Kusan(Coos)
SAD, Oregon. →Velika porodica Penutian
- Kus ili Coos
- Hanis,
- Miluk.

## Kwakiutlan
Kanada, British Columbia. →Velika porodica Wakashan
- Bella Bella, 
  - Heiltsulk: 
    - Bella Bella,
    - Nohuntsitk,
    - Somehulitk,
    - Wikeno.

  - Haisla :
  - Kitamat,
  - Kitlope;
- Kwakiutl, 
  - Kwakiutl
    - Awaitlala (A'wa'etlala),
    - Goasila,
    - Guauaenok,
    - Hahuamis,
    - Koeksotenok,
    - Kwakiutl (kwágu7lh) (uključuju: Guetela, Komkutis, Komoyue (Komoyoi, Kweeha), Matilpe, i Walas Kwakiutle u Fort Rupertu, zvani i Lakwilala)), Banda Kwakiutl (u najužem smislu) broji nešto manje od 500 duša. Kwakiutl je krnji engleski naziv njihovog imena kwágu?lh (ili) kwágyu?lh. Danas oni sebe kao pleme nazivaju Kwakw'aka'wakw. Lingvisti često ovaj naziv zlorabe da označe jezik kwakiutl. Ovo ime znači 'oni koji govore Kwakw'ala'. Kwakw'ala označava jezik kwakiutl.
    - Lekwiltok,
    - Mamalelekala (Mamalillikulla, Mamaleleqala), Danas žive kao Mamaleleqala-Qwe'Qwa'Sot'Enox Indian Band na Village Islandu, ali je većina van rezervata. Ima ih preko 200.
    - Nakoaktok (Nakwakto),
    - Nimkish (Nimpkish, Namgis),
    - Tenaktak (Tanakteuk),
    - Tlauitsis (Tlowitsis),
    - Tsawatenok (Tsawataineuk).

  - Nawiti, 
    - Nakomgilisala,
    - Tlatlasikoala
    - Yutlinuk

  - Koskimo (5 plemena):
    - Hoyalas (izumrli),
    - Klaskino,
    - Koprino (Giopino),
    - Koskimo
    - Quatsino.

## Lecan
Bolivia. →Velika porodica Andean, 
- Leco, La Paz.

## Lencan
Honduras, Salvador. Izolirani ili →Velika porodica Macro-Chibchan (?)
- Lenca.
  - Chilanga, Salvador
  - Guaxiquero, Honduras.
  - Intibucat, Honduras.
  - Opatoro, Honduras.
  - Guatijigua, (selo) Salvador
  - Similaton, dijalekt, Honduras.

## Lorenzan
Peru. → Equatorial, → Macro-Arawakan
- Amuesha.

## Lulean
Argentina. Često se povezuju u 'Veliku porodicu' Lule-Vilelan. →Phylum Ge-Pano-Carib, →Velika porodica Macro-Panoan.
- Isistiné
- Lule
- Oristiné
- Tonocoté
- Touquistiné.

## Lutuamian
SAD, California, Oregon; Oklahoma. →Velika porodica Penutian
- Klamath, Oregon.
- Modoc, Oregon; Oklahoma.